# Theodora van Griekenland en Denemarken (1983)

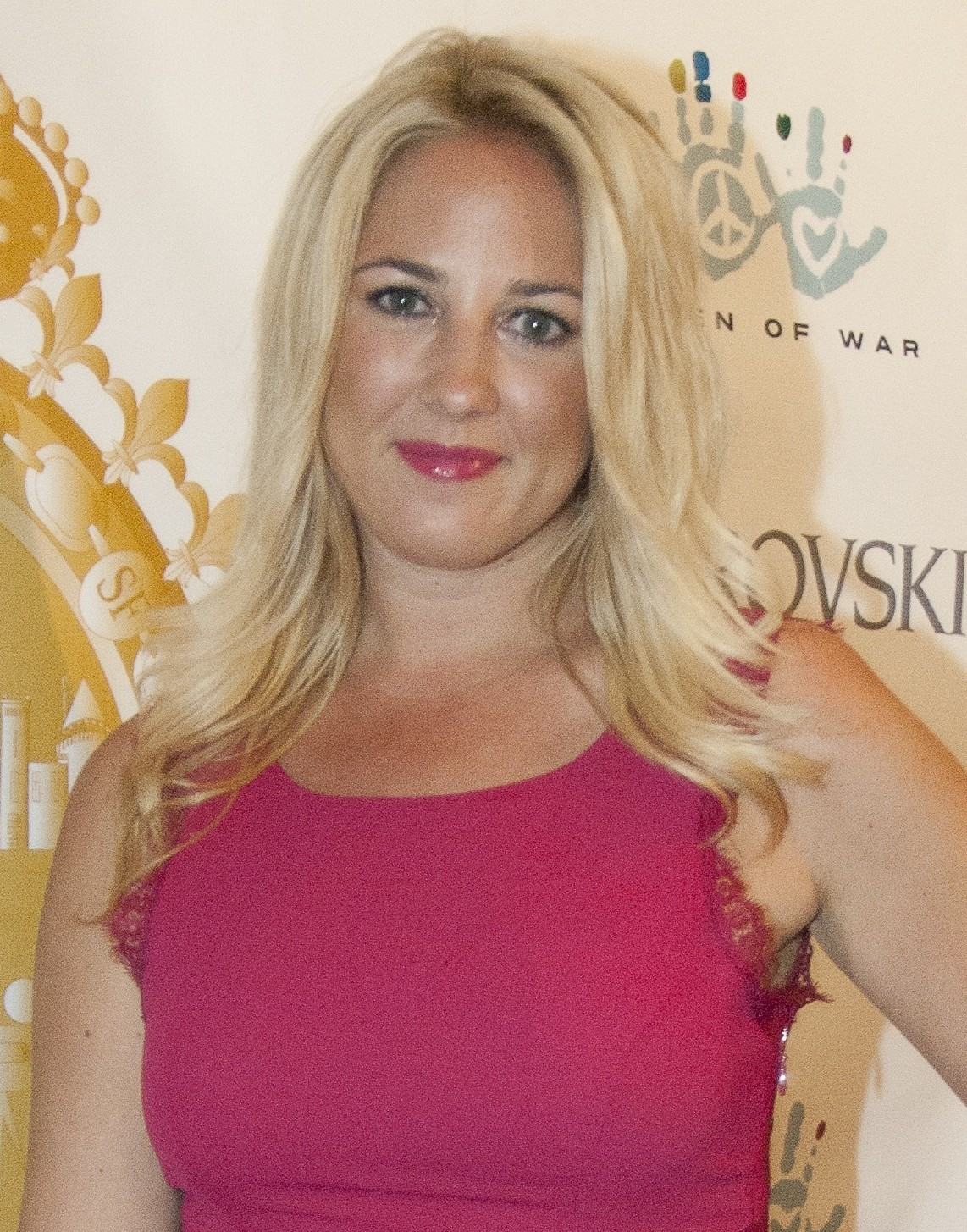
Prinses Theodora

Theodora van Griekenland en Denemarken (Grieks: Πριγκίπισσα Θεοδώρα της Ελλάδας και Δανίας) (Londen, 9 juni 1983) is actrice en de jongste dochter van ex-koning Constantijn II en Anne Marie van Denemarken.
Theodora heeft gestudeerd aan de Amerikaanse Brown University; daar heeft ze haar 'Bachelor's degree of Arts' gehaald op 28 mei 2006. Ze behaalde ook aan de Northeastern University een M.A. in Drama, Theatre Studies en werd daarna toneelspeelster in Londen.
Sinds 2011 speelt de prinses als "Theodora Greece" de rol van Alison Montgomery in de Amerikaanse soapserie The Bold and the Beautiful.
Nadat het huwelijk door omstandigheden twee keer was uitgesteld, trouwde Theodora op 28 september 2024 met Matthew Kumar.